# Èlia Petina
Èlia Petina (en llatí Aelia Paetina) va ser una dama romana del segle i. Va ser la segona esposa de l'emperador Claudi.
Era filla de Sext Eli Cat, cònsol l'any 4. Del seu matrimoni amb Claudi va néixer una filla, Antònia.
Claudi la va repudiar per casar-se amb Valèria Messalina. Quan Messalina va morir, els lliberts de l'emperador li van proposar una candidata cadascú perquè tornés a casar-se. Petina va ser la seleccionada per Narcís. Narcís deia que ja havien estat casats anteriorment, que tenien una filla en comú i que respectaria els fills de Messalina, perquè no els volia cap mal Claudi va escollir finalment a Agripina Menor.